# Origin (gruppo musicale)
Gli Origin sono un gruppo musicale statunitense, formatosi nel 1997 a Topeka, in Kansas, di genere technical/brutal death metal.

## Storia del gruppo
Il gruppo viene fondato nel 1997 da un'idea del cantante e chitarrista Paul Ryan e del chitarrista Jeremy Turner, a cui si sono poi aggiunti il bassista Clint Appelhanz, il cantante Mark Manning e il batterista George Fluke. Il 23 maggio 1998 tengono il loro primo concerto come opener dei Suffocation, un mese dopo viene pubblicato il demo A Coming Into Existence e si guadagnano un posto al Death Across America Tour insisme a gruppi come Nile, Cryptopsy, Oppressor e Gorguts. Nel 1999 Fluke e Applehanz vengono rimpiazzati rispettivamente da John Longstreth e Doug Williams. Con la nuova lineup suonano insieme ai Napalm Death e al festival November to Dismember, il 16 dicembre di quell'anno firmano un contratto con la Relpase Records. L'anno successivo suonano al March Metal Meltdown in New Jersey, al Contaminated 2000 insieme a Exhumed e Cephalic Carnage, nuovamente al November to Dismember e alla nuova edizione del tour Death Across America insieme a Cephalic Carnage, Vader, e Dying Fetus e in luglio pubblicano il primo album omonimo. Poco dopo si imbarcano in un altro tour insieme a Cryptopsy, Poison the Well e Candiria, nel 2001 partecipano al Milwaukee Metalfest e al Summertime Slaughter con Impaled, Vader e Skinless.
Con l'entrata di James Lee e Mike Flores nelle parti di cantante e bassista, il secondo album Informis Infinitas Inhumanitas prende una piega più veloce, oscura e complessa rispetto al precedente. Subito dopo la pubblicazione la band partecipa ad un tour estivo con Nile, Arch Enemy e Hate Eternal, dopo al quale Turner lascia la band per essere rimpiazzato nuovamente da Clinton Appelhanz, questa volta come chitarrista. Dopo altri tour rispettivamente con Immolation, Vader, The Berzerker e All That Remains, Scar Culture e Crematorium, cominciano a nascedere nuovi problemi interni che portano alla cancellazione del tour con i Nuclear Assault. In seguito infatti Longstreth lascia la band per essere rimpiazzato da James King.
La nuova formazione esordisce nel settembre 2003 a Topeka, dove viene registrato anche il video di Portal, nel 2004 è la volta di un tour nella costa occidentale degli Stati Uniti con gli Uphill Battle e di uno nel midwest con Soilent Green e Kill the Client. Nel 2005 viene pubblicato il terzo album Echoes of Decimation. Nella primavera dell'anno successivo King e Appelhanz lasciano la band e vengono rimpiazzati da Longstreth e da Paul Ryan, quest'ultimo solo in veste temporanea.
Il 20 giugno 2007 viene annunciato il ritorno di Turner, in novembre il gruppo entra nei Chapman Recording studio per registrare il quarto album, pubblicato il 1º aprile 2008 con il titolo Antithesis.

## Formazione

### Formazione attuale
- Jason Keyser – voce
- Paul Ryan – chitarra, voce
- Mike Flores – basso, voce
- John Longstreth – batteria

### Ex componenti
- Mark Manning – voce
- James Lee – voce
- Doug Williams – basso
- Jeremy Turner – chitarra, voce
- Clint Appelhanz – basso, chitarra, voce
- George Fluke – batteria
- James King – batteria
- Jeremy Gregg – batteria
- Josh Kulick – batteria

## Discografia

### Album in studio
- 2000 – Origin
- 2002 – Informis Infinitas Inhumanitas
- 2005 – Echoes of Decimation
- 2008 – Antithesis
- 2011 – Entity
- 2014 – Omnipresent
- 2017 – Unparalleled Universe
- 2019 – Abiogenesis - A Coming into Existence